# Pseudoglauia
Pseudoglauia is een geslacht van rechtvleugeligen uit de familie Pamphagidae. De wetenschappelijke naam van dit geslacht is voor het eerst geldig gepubliceerd in 1968 door Morales-Agacino & Descamps.

## Soorten
Het geslacht Pseudoglauia omvat de volgende soorten:
- Pseudoglauia tarudantica Bolívar, 1914
- Pseudoglauia terrea Bolívar, 1912